# Centropogon salviiformis
Centropogon salviiformis är en klockväxtart som beskrevs av Alexander Zahlbruckner. Centropogon salviiformis ingår i släktet Centropogon och familjen klockväxter. Inga underarter finns listade i Catalogue of Life.